# 전(錢)국민 프로젝트 슈퍼리치
《전(錢)국민 프로젝트 슈퍼리치》는 JTBC에서 방송한 예능 프로그램이다.

## MC
- 박수홍
- 박지윤
- 조수애
- 지상렬

## 동시간대 경쟁 프로그램
- 맨 인 블랙박스, K팝스타 6 (SBS)
- KBS 뉴스 9 (KBS 1TV)
- 개그콘서트 (KBS 2TV)
- 불어라 미풍아 (MBC)
- 명불허전 (OBS)